# Oscar Straus
Oscar Nathan Straus, ursprungligen Strauss, född 6 mars 1870 i Wien, död 11 januari 1954 i Bad Ischl i Österrike, var en österrikisk operett- och filmmusikkompositör. Han skrev dessutom 500 cabaretsånger, kammarmusik och orkester- och körverk. Hans ursprungliga namn var Strauss, men som yrkesverksam utelämnade han medvetet det sista s:et, eftersom han inte ville förknippas med musikfamiljen Strauss i Wien. År 1898 följde han Johann Strauss den yngres råd att överge valskomponerandet för att skriva för teatern, som var mer lönsamt.

## Biografi
Straus studerade musik i Berlin under Max Bruch, till en början med seriös inriktning. Mot slutet av 1890-talet fick han plats som dirigent på Ueberbrett'lkabarén, och gick då över till lättsammare musik. Han återvände till Wien och började skriva operetter, den första 1904, Die lustigen Nibelungen, där han drev med de forngermanska sagohjältarna. Straus blev en allvarlig konkurrent till Franz Lehár; när Lehárs populära Den glada änkan hade premiär 1905 ska Straus ha sagt ”Das kann ich auch!” (Det kan jag också!). Den första stora framgången kom 1907 med En valsdröm (Ein Walzertraum), en dansoperett i wienerstil. Ett valsarrangemang från den är antagligen hans mest bestående orkesterverk. Året därpå kom ytterligare ett av hans mest kända verk, Chokladsoldaten (Der tapfere Soldat), med text efter George Bernard Shaws komedi Arms and the Man.
Efter Nazityskland annektering av Österrike (1939) flydde han till Paris där han utsågs till riddare av Hederslegionen. Därefter reste han till Hollywood. Efter kriget återvände han till Österrike och bosatte sig i Bad Ischl där han avled.
I sitt första äktenskap med violinisten och konsertmästaren Nelly Irmen fick han sonen Leo Straus (1897–1944), som arbetade som dramatiker och librettist. Han gifte sig med sångaren Clara Singer 1908 och fick med henne sönerna Erwin Straus (1910–1966), kompositör, och Walter Straus (1913–1945), författare och regissör.
Straus sista operetter blev inga större framgångar, men 1950, samma år som han fyllde 80, fick han en världssuccé med sitt valstema i den franska filmen La Ronde (Kärlekens hus), som var byggd på Arthur Schnitzlers pjäs novell Reigen (Ringlek). Valsen kallades på svenska "Kärlekskarusellen".

## Verk

### Operetter
- 1904 – Die lustigen Nibelungen
- 1905 – Zur indischen Witwe
- 1906 – Hugdietrichs Brautfahrt

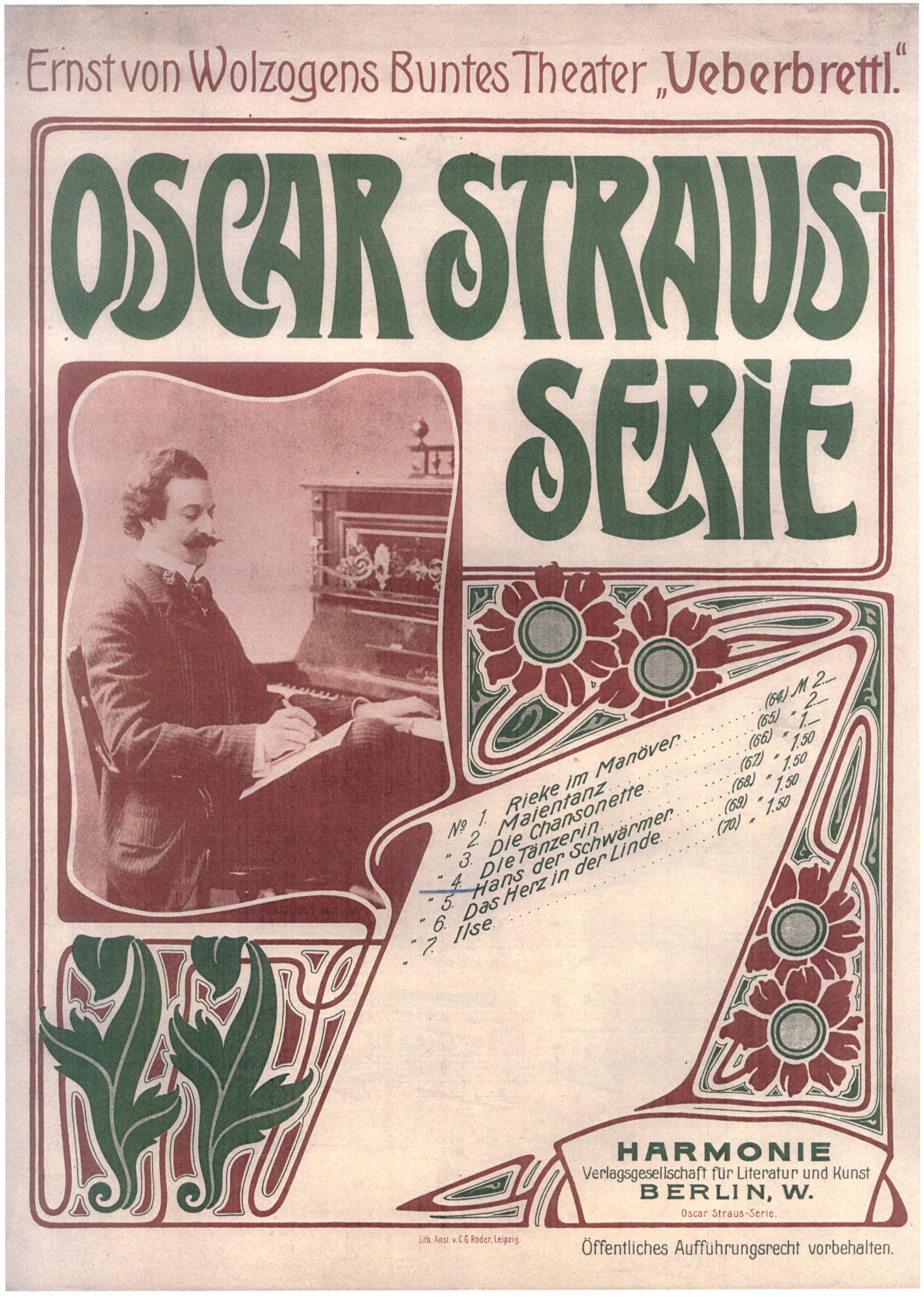
Notomslag till Straus komposition till kabarén Ueberbrett’l i Berlin.

- 1907 – Ein Walzertraum = En valsdröm (Stockholm 1908)
- 1908 – Der tapfere Soldat = Chokladsoldaten  (Stockholm 1912)
- 1908 – Didi
- 1909 – Das Tal der Liebe
- 1910 – Mein Jünger Herr
- 1912 – Der tapfere Cassianus
- 1912 – The Dancing Wiens
- 1913 – Kärlek och Skratt
- 1914 – Rund um die Liebe = Inkognito (Stockholm 1916)
- 1916 – Liebeszauber
- 1918 – Eine Ballnacht = En balnatt (Stockholm 1920)
- 1920 – Der letzte Walzer = Sista valsen (Stockholm 1921; Göteborg 1925)
- 1923 – Die Perlen der Cleopatra = Kleopatras pärlor (Göteborg 1925; Stockholm 1927)
- 1925 – Die Teresina (Malmö 1926; Stockholm 1927)
- 1928 – Marietta
- 1932 – Eine Frau, die weiß, was sie will = En kvinna som vet vad hon vill (Stockholm 1934)
- 1935 – Drei Walzer = Tre valser (Göteborg 1943; Stockholm 1943)
- 1950 – Ihr erster Walzer, reviderad version: Die Musik kommt)
- 1952 – Bozena

### Baletter
- 1904 – Colombine
- 1912 – Die Prinzessin von Tragant

### Filmmusik
- 1930 – A Lady’s Moral
- 1931 – Donau Love Song (aldrig utgiven)
- 1931 – Leende löjtnanten, bygger på En valsdröm
- 1932 – The sydlänning
- 1932 – One hour with You
- 1933 – Die Herren von Maxim
- 1934 – Frühlingsstimmen
- 1935 – Land without Music
- 1940 – Trois valses, = De tre valserna
- 1942 – The chocolate soldier = Min hjälte, bygger på Chokladsoldaten
- 1935 – Make a Wish
- 1950 – La Ronde = Kärlekens hus